# Ik u ook
Ik u ook is een Vlaamse sitcom die werd uitgezonden op VRT MAX en startte in december 2020. De centrale focus ligt op Lou, een jong meisje met een passie voor het maken van tv-shows, die tussen haar ouders wisselt van woonplaats. 

## Verhaal
De serie volgt Lou, een meisje met een grote passie voor het maken van tv-shows. Ze woont om de beurt bij haar mama en stiefpapa en bij haar papa, wat voor de nodige verwikkelingen zorgt. De serie probeert een humoristische kijk in het gezinsleven en de dynamiek van een grote, diverse familie te brengen.

## Rolverdeling
- Gloria Monserez als Lou
- Machteld Timmermans als de mama van Lou
- Danny Timmermans als de pluspapa van Lou
- Koen Monserez als de papa van Lou
- Sarah-Lynn Clerckx als nicht
- Robin Rosy De Ridder als Bobbi De Vos
- Tanya Zabarylo als tante
- Anne-Mieke Ruyten als oma
- Sven De Ridder als oom Andy
- Bas Van Weert als neef
- Ron Cornet als opa[3]